# Magistralny
Magistralny (russisch Магистральный) ist eine Siedlung städtischen Typs in der Oblast Irkutsk (Russland) mit 7067 Einwohnern (Stand 14. Oktober 2010).

## Geographie
Die Siedlung liegt am Ostrand des Lena-Angara-Plateaus, zwischen Lena und Baikalsee etwa 470 Kilometer (Luftlinie) nordöstlich der Oblasthauptstadt Irkutsk. Sie ist zwei Kilometer vom linken Ufer des Lena-Nebenflusses Kirenga entfernt.
Magistralny gehört zum Rajon Kasatschinsko-Lenski, dessen Verwaltungszentrum  Kasatschinskoje etwa 13 Kilometer in nordöstlicher Richtung entfernt ist. Zu Magistralny gehört das zwischen Siedlung und Fluss gelegene Dorf Sedankina.

## Geschichte
Der Ort entstand ab 1974 in der Nähe der alten Ansiedlung Sedankina im Zusammenhang mit dem Bau der Baikal-Amur-Magistrale (BAM), die hier aus Richtung Ust-Kut kommend die Kirenga erreicht. Bahnstation und Siedlung wurden von Bauarbeitern aus der Oblast Rostow errichtet (im Rahmen der Propaganda um das Allunions-Komsomol-Bauobjekt BAM übernahmen jeweils eine oder mehrere Regionen der damaligen Sowjetunion Patenschaften über die meisten zu errichtenden Stationen und Siedlungen entlang der Strecke).
Bereits im folgenden Jahr wurde der Status einer Siedlung städtischen Typs verliehen. Der reguläre Bahnverkehr auf dem gesamten Streckenabschnitt zwischen Lena und Baikalsee (Sewerobaikalsk) wurde 1981 ausgenommen. Die Siedlung wuchs zunächst schnell; nach Fertigstellung der Bahnstrecke und mit deren zeitweiligem Niedergang infolge der Wirtschaftskrise ab dem Ende der 1980er Jahre stagnierte und sank die Bevölkerungszahl jedoch wieder, allerdings nicht so erheblich, wie bei vielen weiter östlich an der Strecke gelegenen Orten.

## Bevölkerungsentwicklung
| Jahr | Einwohner |
| ---- | --------- |
| 1979 | 5393      |
| 1989 | 8716      |
| 2002 | 7627      |
| 2010 | 7067      |

Anmerkung: Volkszählungsdaten

## Wirtschaft und Infrastruktur
Magistralny ist Zentrum der Forstwirtschaft. Außerdem gibt es Landwirtschaftsbetriebe lokaler Bedeutung.
Hier befindet sich die nach dem Fluss benannte Station Kirenga der Baikal-Amur-Magistrale (Streckenkilometer 889 ab Taischet). Durch den Ort führt die unbefestigte, der Bahnstrecke folgende Straße. In Ortsnähe überquert eine Straßenbrücke die hier knapp 200 Meter breite Kirenga, über die Verbindung in das am jenseitigen Ufer flussabwärts gelegene Rajonverwaltungszentrum Kasatschinskoje besteht.

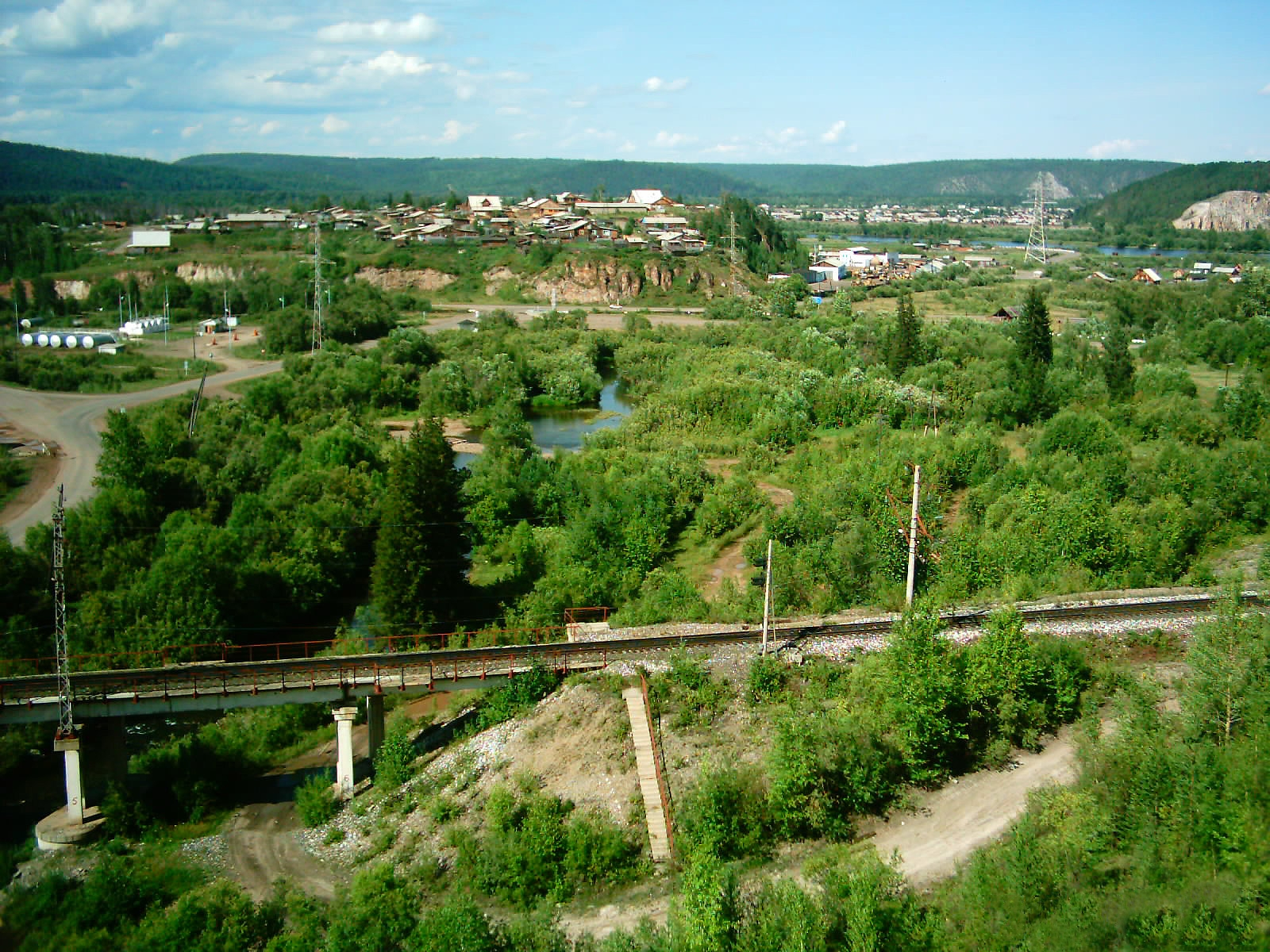
Ortslage mit der BAM
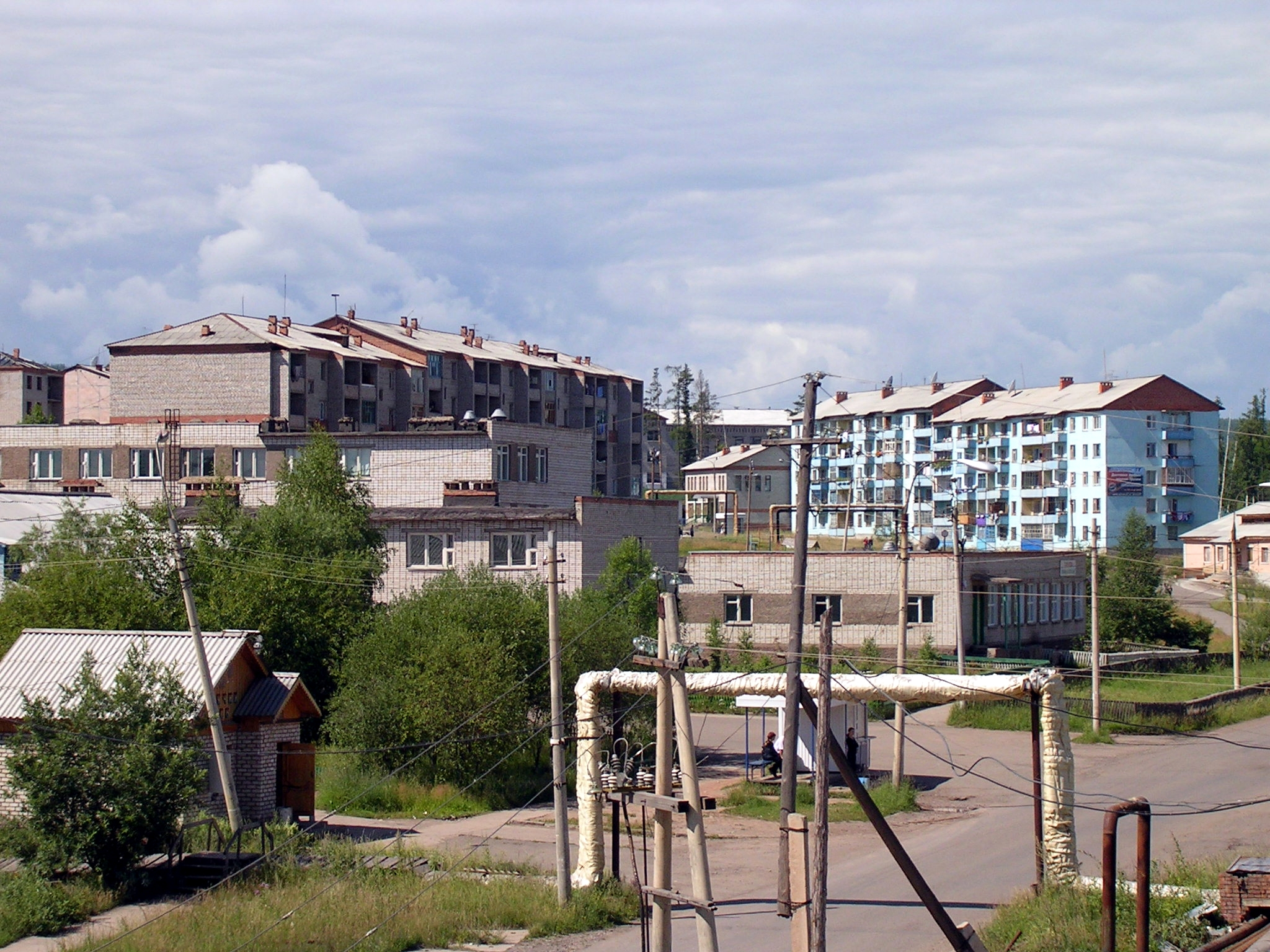
Wohngebiet in Magistralny
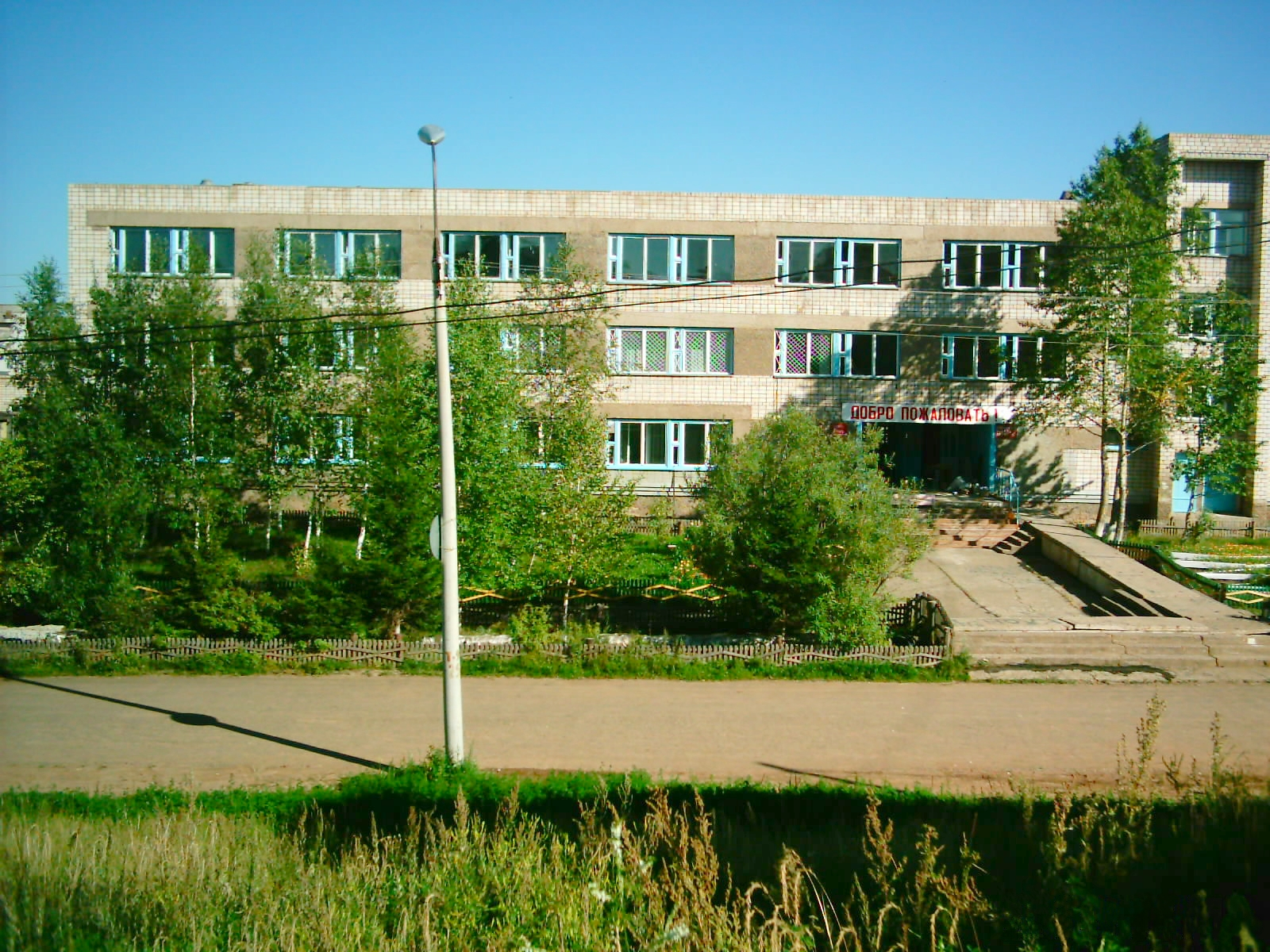
Schule